# Max Geilinger
Max Geilinger, född 30 augusti 1884 i Zürich, död 11 juni 1948 i Saint-Maurice, Valais, var en schweizisk författare.
Max Geilinger verkade som advokat och tjänsteman i Zürich, och gjorde sig känd som lyriker och dramatiker. I formsträng eller fri vers tolkade han en entusiastisk livskänsla i samlingen Der Weg ins Weite (1919) med fortsättningarna Der grosse Einklang (1923) och Aufblick (1926). Andra verk var Rauschende Brunnen (1925), Trämer zwischen Blüten (1928), Sonette der goldenen Rose (1932) och Vom grossen Einklang (1946). Geilinger framträdde även som översättare med Englische Dichtungen (1945).